# 725년

## 연호
- 당(唐) 개원(開元) 13년
- 발해(渤海) 인안(仁安) 7년
- 일본(日本) 진키(神亀) 2년

## 기년
- 당(唐) 현종(玄宗) 14년
- 신라(新羅) 성덕왕(聖德王) 24년
- 발해(渤海) 무왕(武王) 7년